# Luku Wonokaka
Luku Wonokaka är ett vattendrag i Indonesien. Det ligger i den södra delen av landet, 1 400 km öster om huvudstaden Jakarta.